# 杰拉尔德·利曼
杰拉尔德·利曼（英語：Gerald Leeman，1922年6月22日—2008年10月10日），美国男子摔跤运动员，主攻自由式。他曾代表美国参加1948年夏季奥林匹克运动会摔跤比赛，获得男子自由式雏量级银牌。